# 原田敬美
原田 敬美（はらだ けいみ、1949年（昭和24年）3月20日 - ）は、日本の建築家、都市計画家、政治家。元東京都港区長。東京都出身。一級建築士、技術士 (建設部門)、工学博士。ブルガリア・国際建築アカデミー客員教授、次世代建築家国際フォーラム日本アジア代表。

## 経歴
- 早稲田大学在学中の1969年、アメリカ合衆国・ウースター大学へ交換留学。
- 1971年、スウェーデン・クリスチャンソン建築事務所に研修留学。帰国後は早稲田大学大学院に進学
- 1974年、早稲田大学大学院建設工学専攻修士課程修了。
- 1974年-1976年、フルブライト・プログラムでライス大学建築系大学院に留学し修了。
- 1977年、菊竹清訓建築設計事務所勤務。
- 1980年、SEC計画事務所設立。
- 1983年から、港区の街づくり懇談会、都市計画審議会、住宅とマスタープラン制定、環境調査審議会委員などを委嘱。
- 2000年、港区長。
- 2004年、都市政策研究所設立。
- 2005年、イタリア・コメングッドーレ叙勲。